# Bombax anceps
Bombax anceps är en malvaväxtart som beskrevs av Jean Baptiste Louis Pierre. Bombax anceps ingår i släktet Bombax och familjen malvaväxter. Utöver nominatformen finns också underarten B. a. cambodiense.

## Bildgalleri

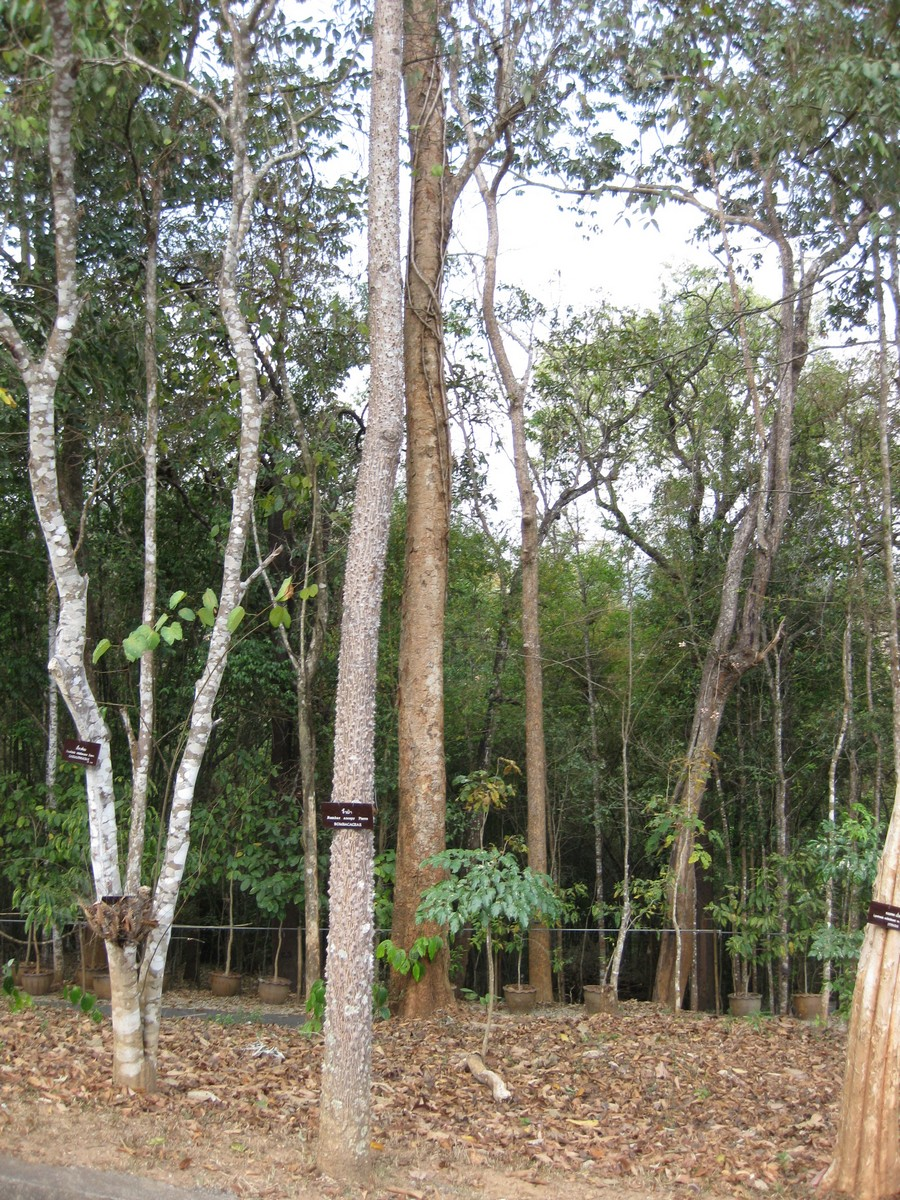
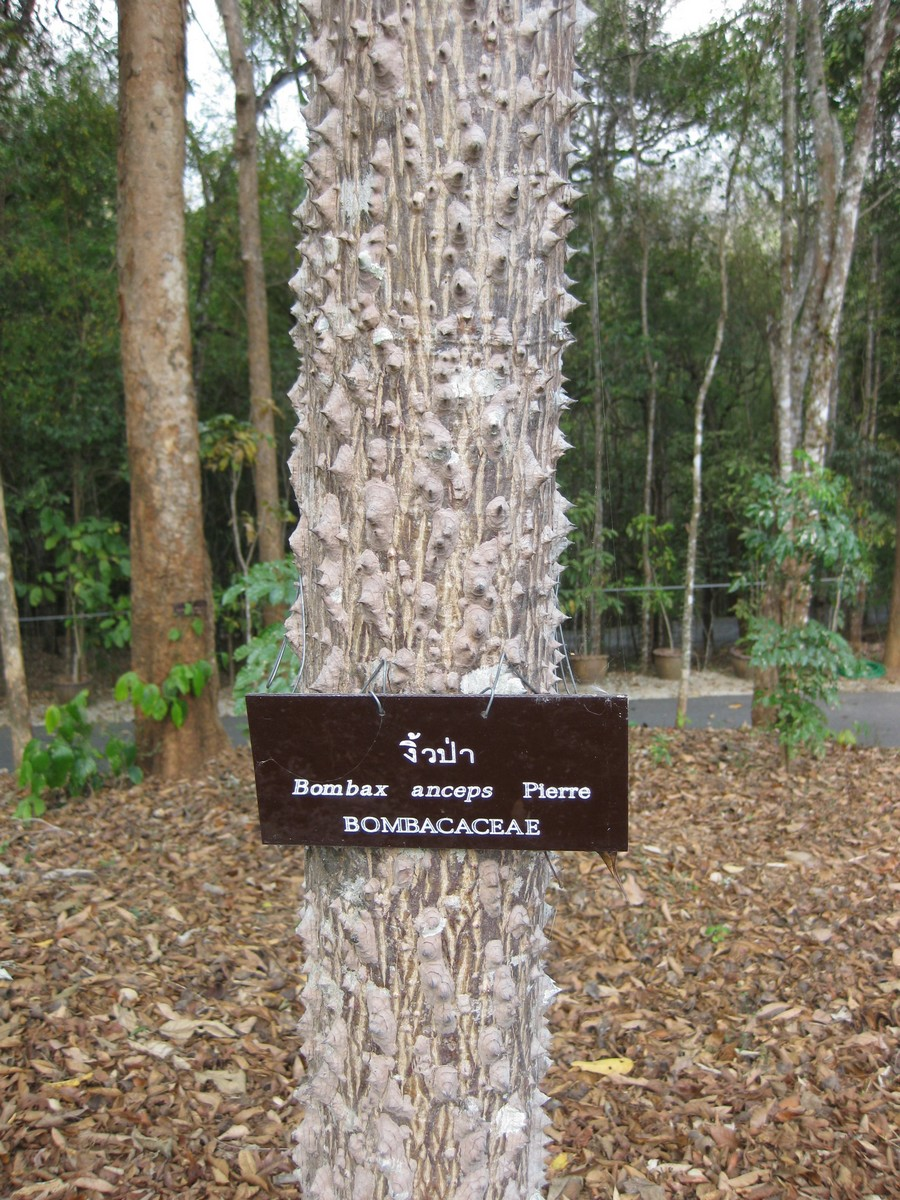
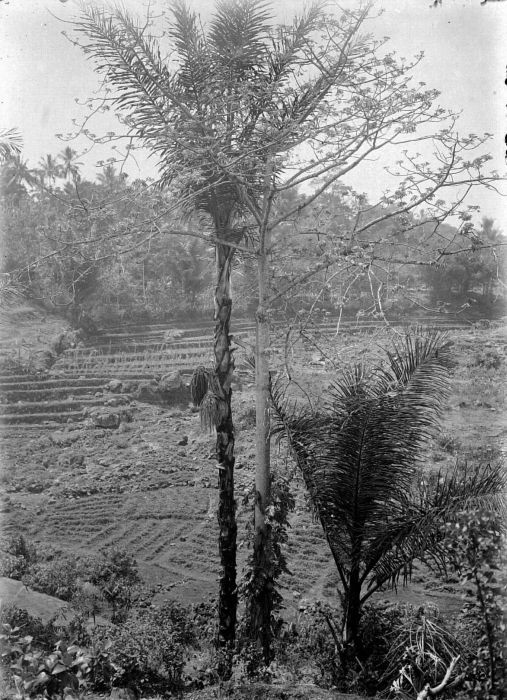